# Leopold König
Leopold König (Moravská Třebová, 15 novembre 1987) è un ex ciclista su strada ceco con caratteristiche di scalatore, professionista dal 2011 al 2019.

## Carriera
Nella carriera da dilettante ottiene diversi piazzamenti di rilievo, specialmente nella stagione 2010. Nel 2011 debutta da professionista con la formazione tedesca NetApp. Durante l'anno si classifica secondo all'Österreich-Rundfahrt, terzo al Tour de l'Ain e nono al Tour of Britain, mentre nel 2012 si piazza terzo al Tour of Utah e ancora nono al Tour of Britain (vincendo anche la sesta tappa). Nel 2013 si classifica sesto alla Settimana Internazionale di Coppi e Bartali, e vince quindi la settima tappa del Tour of California e la classifica generale Czech Cycling Tour; nel finale di stagione chiude al nono posto la Vuelta a España, aggiudicandosi l'ottava tappa con arrivo in salita sull'Alto de Peñas Blancas.
Nel 2014 si piazza al settimo posto in classifica generale al Tour de France, andando anche a podio nella tappa alpina da Saint-Étienne a Chamrousse (terzo posto dietro a Vincenzo Nibali e Rafał Majka), e dimostrando grandi potenzialità per le corse a tappe. Per il 2015 si trasferisce tra le file del team World Tour britannico Team Sky.
Nel 2016, dopo un inizio di stagione tribolato, si presenta al via della Vuelta a España in buona condizione, con il ruolo di seconda punta nel caso il capitano Chris Froome non dovesse essere al massimo. Si comporta benissimo fino alla quattordicesima tappa, tanto da occupare il quinto posto in classifica. Viene però sorpreso nelle retrovie dall'attacco di Alberto Contador e Nairo Quintana all'inizio della frazione successiva e non riesce a ricuperare terreno tanto che conclude nel gruppetto, penultimo, a 53'54" dal vincitore di giornata Gianluca Brambilla, precipitando così al trentunesimo posto in classifica generale. Nonostante sia andato fuori tempo massimo la giuria consente a lui e a tutti gli altri ritardatari di prendere il via della sedicesima tappa. Nel corso della diciassettesima tappa va in fuga ma, prima dell'ultima salita, viene anticipato da Dario Cataldo e Mathias Frank. Nonostante la grande rimonta deve accontentarsi del secondo posto di giornata a 6" dal corridore svizzero.
Per la stagione 2017 si accasa con la Bora-Hansgrohe. Designato come capitano per il Giro d'Italia è tuttavia costretto a saltare la corsa per problemi ad un ginocchio. Non partecipa né al Tour de France né alla Vuelta a España, ritirandosi nelle gare di avvicinamento ai grandi giri a cui partecipa.

## Palmarès

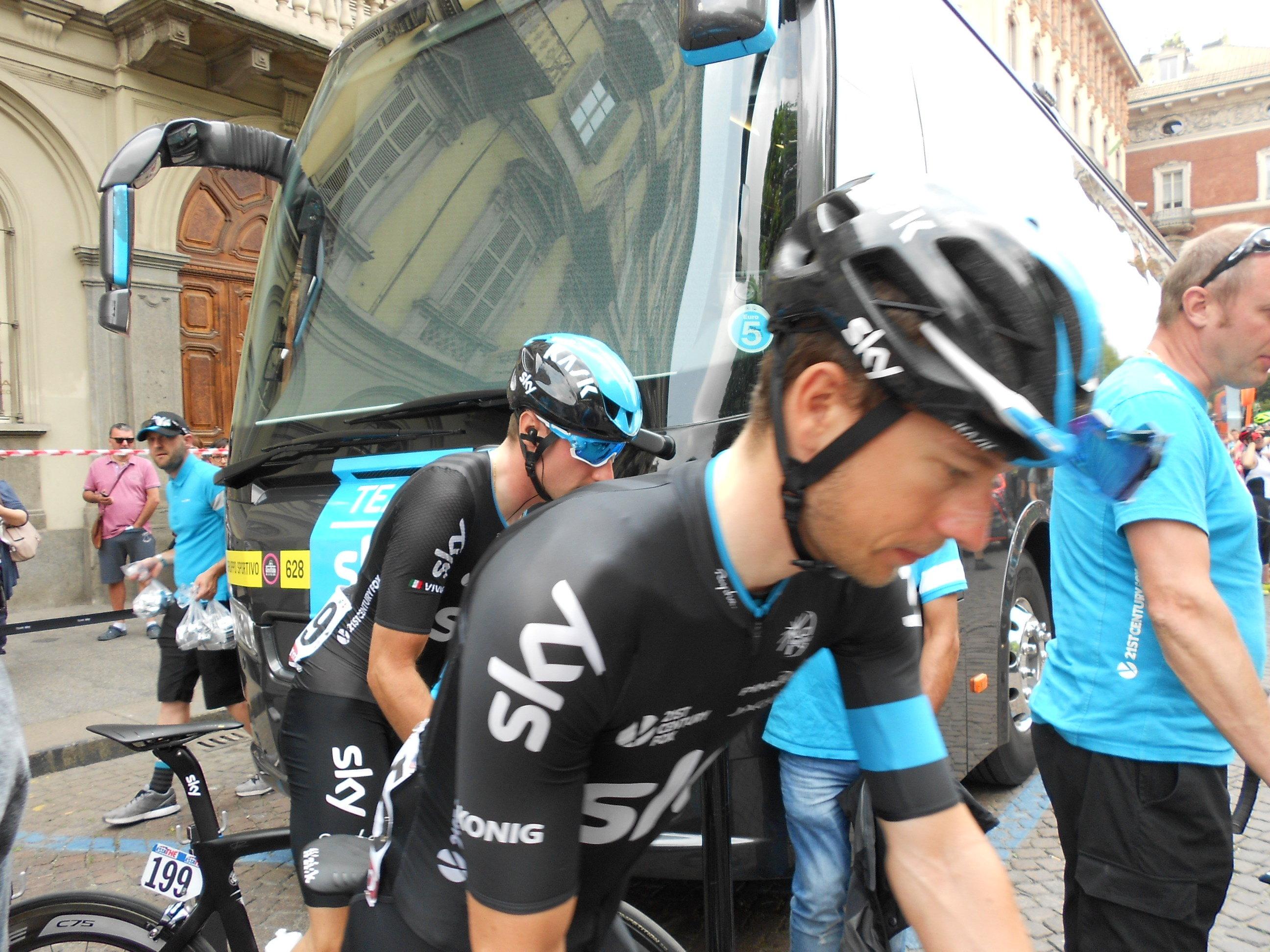
Leopold König al Giro d'Italia 2015, alla partenza dell'ultima tappa

- 2005 (Juniores)

5ª tappa Corsa della Pace Juniores
- 2006 (PSK Whirlpool-Hradec Kralove, una vittoria)

2ª tappa Vysočina
- 2007 (PSK Whirlpool-Hradec Kralove, una vittoria)

Classifica generale Vysočina
- 2010 (PSK Whirlpool-Author, otto vittorie)

Brno-Velka Bites-Brno
1ª tappa Oberösterreich Rundfahrt (Linz > Bad Leonfelden)
Classifica generale Oberösterreich Rundfahrt
1ª tappa Czech Cycling Tour (Olomouc > Prostějov)
Classifica generale Czech Cycling Tour
Prologo Vysočina
3ª tappa Vysočina
3ª tappa Tour of Bulgaria (Sofia > Kazanlăk)
- 2012 (Team Netapp, una vittoria)

6ª tappa Tour of Britain (Welshpool > Caerphilly)
- 2013 (Team Netapp-Endura, quattro vittorie)

7ª tappa Tour of California (Livermore > Mount Diablo)
3ª tappa Czech Cycling Tour (Zábřeh > Šternberk)
Classifica generale Czech Cycling Tour
8ª tappa Vuelta a España (Jerez de la Frontera > Estepona, Alto de Peñas Blancas)
- 2015 (Sky, una vittoria)

3ª tappa Czech Cycling Tour (Mohelnice > Šternberk)
- 2016 (Sky, una vittoria)

Campionati cechi, prova a cronometro

### Altri successi
- 2012 (Team NetApp)

2ª tappa, 2ª semitappa Settimana Internazionale di Coppi e Bartali (Gatteo, cronosquadre)
- 2016 (Team Sky)

1ª tappa Vuelta a España (Ourense Termal/Balneario de Laias > Parque Náutico Castrelo de Miño, cronosquadre)

## Piazzamenti

### Grandi Giri
- Giro d'Italia

2015: 6º
- Tour de France

2014: 7º
2015: 70º
- Vuelta a España

2013: 9º
2016: 29º

### Classiche monumento
- Giro di Lombardia

2014: 67º
2015: 27º
2016: ritirato

### Competizioni mondiali
- Campionati del mondo

Verona 2004 - In linea Juniors: 36º
Salisburgo 2005 - In linea Juniors: 62º
Salisburgo 2006 - In linea Under-23: 39º
Mendrisio 2009 - In linea Under-23: 38º
Geelong 2010 - In linea Elite: 87º
Limburgo 2012 - In linea Elite: 113º
- Giochi olimpici

Rio de Janeiro 2016 - In linea: ritirato
Rio de Janeiro 2016 - Cronometro: 11º